# Lettre aux Français
La Lettre aux Français est un procédé de communication politique notamment utilisé par des présidents de la République française ayant souhaité adresser un message au peuple français : en 1988 par François Mitterrand (Lettre à tous les Français), en 2012 par Nicolas Sarkozy (Lettre au peuple français), en 2019, 2022 et 2024 par Emmanuel Macron.

## François Mitterrand
Candidat à sa réélection à l'issue d'une cohabitation tendue, le président François Mitterrand fait publier une Lettre à tous les Français. Il y dresse le bilan de son septennat. La lettre s'achève par une citation de Jean Jaurès : « Aller à l'idéal et comprendre le réel ».
Il a recours à des encarts publicitaires dans des journaux régionaux et nationaux (Michel Rocard fera supprimer cette pratique en 1990 pour limiter le risque de propagande électorale).
Michel Rocard affirme que c'est Mitterrand, connu pour être un homme de plume, qui l'a entièrement écrite.

## Nicolas Sarkozy
Nicolas Sarkozy songe à la rédaction d'une lettre-programme dès octobre 2011 en vue de sa réélection. Le 5 avril 2012, il publie une Lettre au peuple français. Celle-ci est tirée à six millions d'exemplaires et disponible en numérique. 
La lettre s'achève par une citation de Charles de Gaulle : « Si nous n'étions pas le peuple français, nous pourrions reculer devant la tâche. Mais nous sommes le peuple français. ».
Le président de la République assume la reprise de la méthode mitterrandienne en déclarant : « Ça ne lui avait pas si mal réussi ». Il justifie cependant un texte plus court.
Le texte de Nicolas Sarkozy est mis en parallèle avec celle de François Mitterrand. Car malgré les nombreuses divergences politiques, les deux lettres se ressemblent : texte calligraphié en introduction, triple liseré, introduction justificative, citations à la fin,. L'influence de Jacques Séguéla, proche des deux présidents, est par ailleurs évoquée.

## Emmanuel Macron
Mi-janvier 2019, dans le cadre de la crise des Gilets jaunes, Emmanuel Macron publie une Lettre aux Français dans laquelle il explique les modalités du grand débat national,.
Le 3 mars 2022, Emmanuel Macron publie, à la veille de la date limite du dépôt de candidature pour l'élection présidentielle, une Lettre aux Français. Cette dernière est diffusée dans la presse quotidienne régionale pour dresser le bilan de son quinquennat et annoncer sa candidature pour un second mandat,. Il présente des idées et ses valeurs mais en regrettant le contexte qui l'empêche de mener campagne,. Ses adversaires politiques dénoncent le contenu.
Macron réemploie ce format de communication avant et après les élections législatives françaises de 2024, la première lettre appelant à voter pour la majorité présidentielle sortante et la seconde réclamant une large coalition de gouvernement.

## Autres projets similaires
L'émir Abd El-Kader rédige une Lettre aux Français en 1855 sur le conservatisme idéologique.
Durant la Première Guerre mondiale, des Lettres à tous les Français sont distribuées aux écoliers ; elles sont principalement signés par Émile Durkheim et Ernest Lavisse, ainsi que par Gabriel Malleterre, Ernest Denis, Antoine Meillet Louis Cazamian et Robert Degouy.
En 2003, le Premier ministre Jean-Pierre Raffarin diffuse à deux reprises une Lettre à tous les Français pour défendre sa réforme des retraites,,.